# Iteaphila italica
Iteaphila italica är en tvåvingeart som beskrevs av Friedrich Hermann Loew 1873. Iteaphila italica ingår i släktet Iteaphila, ordningen tvåvingar, klassen egentliga insekter, fylumet leddjur och riket djur. Inga underarter finns listade i Catalogue of Life.